# Ava Max

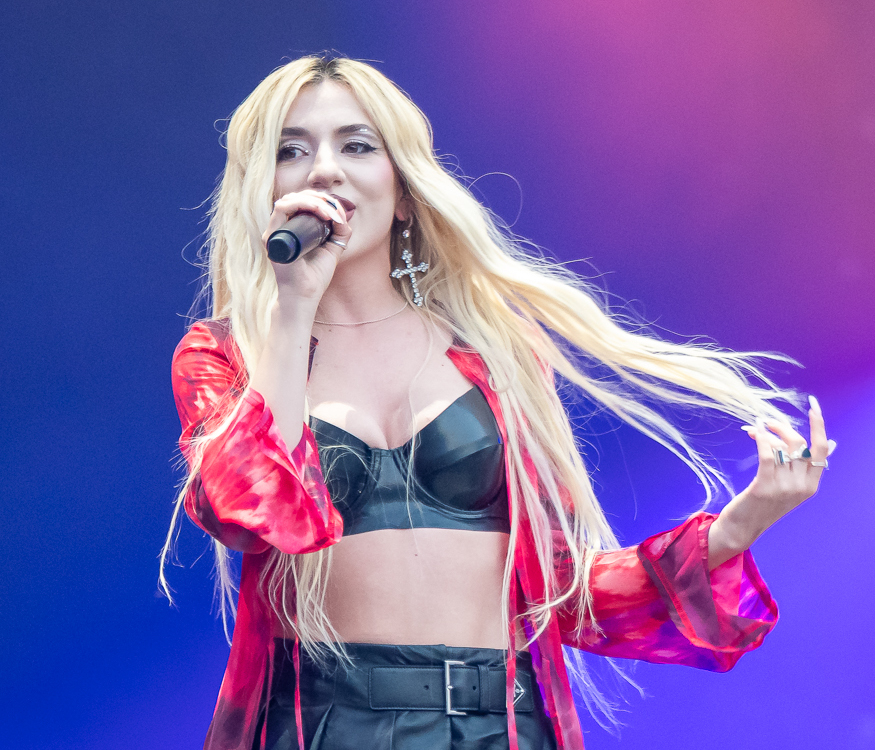
Ava Max (2023)

Ava Max (* 16. Februar 1994 in Milwaukee, Wisconsin als Amanda Koçi, bürgerlich: Amanda Ava Koci) ist eine US-amerikanische Popsängerin und Songschreiberin. Der internationale Durchbruch gelang ihr 2018 mit der Debütsingle Sweet but Psycho.

## Biografie

### Kindheit und Jugend
Ava Max’ Eltern stammen aus Saranda und Tirana in Albanien. Sie verließen das Land in den 1990er Jahren. Nach ihrer Geburt zog die Familie nach Virginia. Ihre Kindheit wurde durch die Vorliebe ihrer Mutter zur Oper musikalisch geprägt. Sie hat einen Bruder.
Bereits in der Schule trat sie auf der Bühne als Sängerin auf und zählt Madonna, Gwen Stefani, Fergie, Britney Spears und Christina Aguilera zu ihren musikalischen Einflüssen. Im Alter von 14 Jahren bat sie den US-amerikanischen Musiker Pharrell Williams um Hilfe, um in das Musikgeschäft einzusteigen. Hierfür zog sie später nach Los Angeles.

### Bis 2017: Musikalische Anfänge
Mitte der 2000er Jahre wurde sie im sozialen Netzwerk Myspace aktiv. Unter dem Namen Amanda Kay veröffentlichte sie dort neben einigen Coverversionen auch eigene Lieder, die von Kevin Rudolf produziert wurden. Am 12. September 2008 erschien die aus sechs Songs bestehende EP Amanda Kay. Die EP wurde unter anderem auch auf iTunes zur Verfügung gestellt. 2013 erschienen zwei Kollaborationen im Bereich Electro-House mit dem österreichischen Produzenten und Tim-Tim-Mitglied Fritz Jerey. Dabei kam sie auch in Kontakt mit dem Produzenten-Team um Dr. Luke. Die Sängerin trat hier erstmals unter dem Künstlernamen AVA in Erscheinung. Während die erste Produktion Satellite lediglich auf SoundCloud veröffentlicht wurde, erschien der zweite Song Take Away the Pain im Mai 2013 über Koci Media und Hizz Media Group als Single.
Zwischen 2014 und 2015 traf sie auf den kanadischen Musikproduzenten und späteren Lebenspartner Henry Russell Walter alias Cirkut, der mit ihr die Lieder Spinning Around und Come Home produziert. Die Popsongs wurden unter dem Namen Ava Koci via SoundCloud veröffentlicht. Im Juli 2015 veröffentlichte das kanadische DJ- & Produzenten-Duo Project 46 ihr offizielles Studioalbum Beautiful mit u. a. einer neu abgemischten Version des Liedes Take Away the Pain, bei dem der Produzent DallasK mitwirkte.
2016 unterzeichnete sie einen Plattenvertrag bei Atlantic Records. Im Januar 2016 veröffentlichte sie als AVA den Song Jet Set. Im Juli 2016 veröffentlichte sie ebenfalls als AVA das Lied Anyone But You, ebenfalls via SoundCloud.
Im August 2017 veröffentlichte der US-amerikanische DJ und Produzent Le Youth das Stück Clap Your Hands, auf dem sie als Gastmusikerin zu hören ist. Der Song bildet ihre zweite Single-Veröffentlichung zugleich das erste Release unter ihrem Künstlernamen Ava Max. Der Song erzielte große Aufmerksamkeit auf Spotify (über 13 Mio. Aufrufe) und YouTube (über 3 Mio. Aufrufe). Im Dezember 2017 erschien das Lied Not Your Barbie Girl als ein weiteres SoundCloud-Upload, das ein Sample von Aquas Barbie Girl aus dem Jahr 1997 beinhaltet und das vor allem durch die häufige Verwendung in TikTok-Videos bekannt wurde.

### 2018 bis 2021: DebütalbumHeaven & Hell
Im April 2018 erschien die Promosingle My Way. Der Track erreichte Platz 38 der rumänischen Airplay-Charts. Im Mai 2018 folgte der nur auf YouTube und SoundCloud veröffentlichte Song Slippin, der in Zusammenarbeit mit Gashi aufgenommen wurde. Im Juni 2018 erschien ihr zweiter Gastbeitrag als Feature auf der Single Into Your Arms des US-amerikanischen Rappers Witt Lowry. Im Juli erschien auf SoundCloud das Lied Salt. Es folgte der bereits im Vorjahr auf SoundCloud freigegebene Song Not Your Barbie Girl als Promosingle. Insbesondere als Werbesong für die sich gerade etablierende Videoplattform TikTok erreichte das Lied Aufmerksamkeit.
Im August 2018 veröffentlichte sie ihre Debütsingle Sweet but Psycho. Der Song gelangte Mitte des Monats in die schwedischen Musikcharts. Bis Oktober 2018 kletterte das Lied dort bis auf Platz eins. In Deutschland erreichte es innerhalb von vier Wochen die Spitzenposition. Kurze Zeit später stieg es auch in der Schweiz, in Österreich und im Vereinigten Königreich auf Platz eins der Singlecharts. Insgesamt kletterte der Song in 22 Ländern an die Spitze der Charts.
Auf dem im September 2018 von David Guetta veröffentlichten Studioalbum 7 sang sie Let It Be Me. Der Track enthält ein Sample von Tom’s Diner von Suzanne Vega aus dem Jahr 1987. Im Oktober 2018 veröffentlichte Max in Zusammenarbeit mit Vice und Jason Derulo den Song Make Up. Nachdem sich Sweet but Psycho Anfang Januar 2019 auch in den USA zu einem kommerziellen Erfolg entwickelt hatte und unter anderem an der Spitze der Billboard-Club-Songs stand, erschien im März 2019 der Nachfolgetitel So Am I. Im Juli 2019 veröffentlichte sie die Promosingles Blood, Sweat & Tears & Freaking Me Out
Im August 2019 erschien der Song Torn, im November folgte mit dem spanischen Musiker Pablo Alborán das Lied Tabú, im Dezember 2019 folgte die Singleveröffentlichung ihres Songs Salt, den sie zuvor im Jahr 2018 auf SoundCloud veröffentlicht hat, und Ende des Monats erschien mit dem britisch-norwegischen Musikproduzenten Alan Walker das Lied Alone, Pt.II sowie die Promosingle On Somebody.
Im März 2020 erschien die Single Kings & Queens, im Juli folgte Who's Laughing Now. Im September erschien OMG What's Happening und ihr Debütalbum Heaven & Hell. Die digitale Fassung beinhaltet zusätzlich die Single My Head & My Heart. Im Oktober 2020 erschien die Single Christmas Without You, bei der unter anderem Jesse Aicher, Sam Martin, Gian Stone und Henry Walter mitwirkten.
Im Juni 2021 folgte die Single EveryTime I Cry und im September Sad Boy von R3hab & Jonas Blue, bei dem sie und Kylie Cantrall als Gastmusikerinnen zu hören sind. Im November 2021 erschien der mit Tiësto aufgenommene Song The Motto.

### Seit 2022:Diamonds & Dancefloors

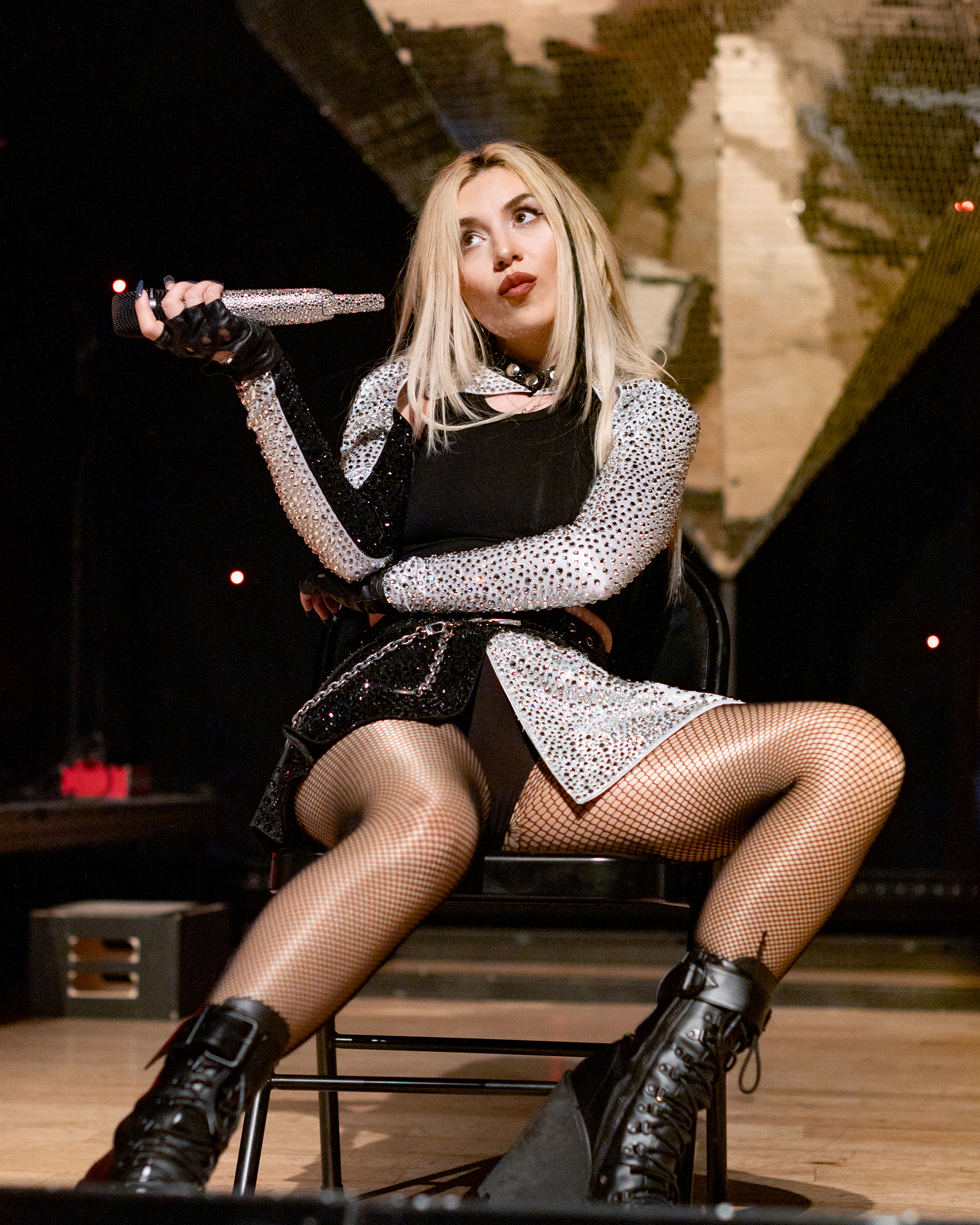
Ava Max (2023)

Im April 2022 koppelte sie Maybe You’re the Problem als erste Single aus ihrem kommenden zweiten Studioalbum aus. Im September folgte Million Dollar Baby und im November Weapons. Im Dezember erschien die Single Dancing's Done und im Januar 2023 One Of Us und Cold As Ice sowie das Album Diamonds & Dancefloors.
Ende Juni veröffentlichte Max mit dem brasilianischen DJ Alok die Single Car Keys (Ayla) und im Juli folgte der Song Choose Your Fighter als Teil von Barbie The Album
Am 20. Juni 2023 wurde Ava Max während eines Konzerts in Los Angeles von einem Fan auf der Bühne geschlagen. Der Vorfall geschah nur wenige Tage, nachdem die Sängerin Bebe Rexha mit einem Handy beworfen wurde. Einen Tag später erklärte Max, dass der Zuschauer sie so hart geschlagen hatte, dass die Innenseite ihres Auges aufgekratzt worden war.

## Diskografie
Studioalben

| Jahr | Titel Musiklabel                              | Höchstplatzierung, Gesamtwochen, AuszeichnungChartplatzierungen (Jahr, Titel, Musiklabel, Platzierungen, Wochen, Auszeichnungen, Anmerkungen) | Höchstplatzierung, Gesamtwochen, AuszeichnungChartplatzierungen (Jahr, Titel, Musiklabel, Platzierungen, Wochen, Auszeichnungen, Anmerkungen) | Höchstplatzierung, Gesamtwochen, AuszeichnungChartplatzierungen (Jahr, Titel, Musiklabel, Platzierungen, Wochen, Auszeichnungen, Anmerkungen) | Höchstplatzierung, Gesamtwochen, AuszeichnungChartplatzierungen (Jahr, Titel, Musiklabel, Platzierungen, Wochen, Auszeichnungen, Anmerkungen) | Höchstplatzierung, Gesamtwochen, AuszeichnungChartplatzierungen (Jahr, Titel, Musiklabel, Platzierungen, Wochen, Auszeichnungen, Anmerkungen) | Anmerkungen                                                    |
| Jahr | Titel Musiklabel                              | DE | AT | CH | UK | US | Anmerkungen                                                    |
| ---- | --------------------------------------------- | --- | --- | --- | --- | --- | -------------------------------------------------------------- |
| 2020 | Heaven & Hell Atlantic Records (WMG)          | DE7 Gold · (53 Wo.)DE | AT6 Gold · (69 Wo.)AT | CH5 (132 Wo.)CH | UK2 Gold · (32 Wo.)UK | US27 Platin · (34 Wo.)US | Erstveröffentlichung: 18. September 2020 Verkäufe: + 1.767.500 |
| 2023 | Diamonds & Dancefloors Atlantic Records (WMG) | DE8 (5 Wo.)DE | AT6 (5 Wo.)AT | CH8 (11 Wo.)CH | UK11 (2 Wo.)UK | US34 (1 Wo.)US | Erstveröffentlichung: 27. Januar 2023 Verkäufe: + 7.000        |

## Auszeichnungen
- 2019: Bravo Otto (Silber) – Kategorie: „Newcomer“[22]
- 2019: LOS40 Music Awards – Kategorie: „Bester Internationaler Song des Jahres“ (Sweet But Psycho)[23]
- 2019: MTV Europe Music Awards – Kategorie: „Best PUSH Act“[24]
- 2020: BreakTudo Awards – Kategorie: „Artist on the Rise“[25]
- 2020: LOS40 Music Awards – Kategorie: „Best Spanish Video“ (für Tabú mit Pablo Alborán)[26]
- 2021: Swiss Music Awards – Kategorie: „Best Breaking Act International“[27]
- 2022: LOS40 Music Awards – Kategorie: „Bestes Internationales Video des Jahres“ (Maybe You’re the Problem)
- 2022: LOS40 Music Awards – Kategorie: „Beste Internationale Künstlerin des Jahres“[28]

## Belege
1. ↑  ACE Repertory. In: ascap.com. Abgerufen am 22. Oktober 2018 (englisch).
2. ↑  https://twitter.com/avamax/status/1061070044870791173. Abgerufen am 3. Oktober 2022.
3. ↑  RJ Frometa: AVA MAX RETURNS WITH NEW SINGLE “SWEET BUT PSYCHO” -. In: ventsmagazine.com. 17. August 2018, abgerufen am 22. Oktober 2018 (amerikanisches Englisch).
4. ↑  Ava Max Explains the Meaning behind Her Hit ‘Sweet But Psycho’ auf „Warner Music New Zealand“
5. ↑  6 − Song EP auf „Genius“
6. ↑  CTRClub: Ava Max - Satellite auf „SoundCloud“
7. ↑  Album: AVA - Take Away The Pain auf „Napster“
8. ↑  Heiko Mandler: Ava Max Talks Sweet But Psycho and Upcoming Work auf „CelebMix“
9. ↑  Ultra Music: Project 46 - Take Away The Pain (feat. Ava Koci) [Cover Art] auf „YouTube“
10. ↑  Chartquellen: DE AT CH UK US
11. ↑  Heaven & Hell / Ava Max. In: listen.tidal.com. 18. September 2021, abgerufen am 29. April 2021.
12. ↑  Heaven & Hell / Ava Max. In: listen.tidal.com. 18. September 2021, abgerufen am 29. April 2021.
13. ↑  Listening is everything. Abgerufen am 3. Oktober 2022 (englisch).
14. ↑  Ava Max – EveryTime I Cry in „Apple Music“
15. ↑  Ava Max: In einer schweren Phase in ihrem Leben weckte Ava Max das "Million Dollar Baby" in sich. 1. September 2022, abgerufen am 3. Oktober 2022.
16. ↑  "Diamonds & Dancefloors" ist da: Ava Max über die Arbeit am neuen Album auf warnermusic.de
17. ↑  Ava Max - Choose Your Fighter (From Barbie The Album) auf Spotify
18. ↑  Ava Max Attacked on Stage During L.A. Show: ‘He Slapped Me So Hard’ auf billboard.com
19. ↑  Ava Max SLAPPED by Stage Crasher auf YouTube
20. ↑  Ava Max gets slapped onstage during her L.A. show, days after Bebe Rexha incident auf latimes.com
21. ↑  Ava Max auf Twitter
22. ↑  BRAVO-Otto-Wahl 2019: Vote für deinen Star!| BRAVO. Abgerufen am 30. Oktober 2020.
23. ↑  LOS40: LOS40 Music Awards 2019: ganadores. Abgerufen am 30. Oktober 2020 (spanisch).
24. ↑  THESE ARE THE BIG WINNERS AT THE 2019 MTV EMA | News | MTV EMA. Abgerufen am 30. Oktober 2020 (englisch).
25. ↑  BreakTudo Awards 2020 Winners: The Complete List. In: KPOPCHANNEL.TV | Feel the Korean Wave. 24. Oktober 2020, archiviert vom Original (nicht mehr online verfügbar) am 9. November 2020; abgerufen am 30. Oktober 2020 (amerikanisches Englisch).
26. ↑  LOS40: Ganadores de LOS40 Music Awards 2020: Todo lo que ha pasado en la edición más especial. 5. Dezember 2020, abgerufen am 26. Dezember 2020 (spanisch).
27. ↑  Voting | Swiss Music Awards 2021. Abgerufen am 26. Februar 2021 (amerikanisches Englisch).
28. ↑  LOS40 MUSIC AWARDS 2022 | GALA completa auf YouTube

| Personendaten    | Personendaten                                                  |
| ---------------- | -------------------------------------------------------------- |
| NAME             | Ava Max                                                        |
| ALTERNATIVNAMEN  | Koci, Amanda Ava (wirklicher Name); Koçi, Amanda (Geburtsname) |
| KURZBESCHREIBUNG | US-amerikanische Popmusikerin                                  |
| GEBURTSDATUM     | 16. Februar 1994                                               |
| GEBURTSORT       | Milwaukee, Wisconsin, Vereinigte Staaten                       |